# Leon Kuczkowski
Leon Kuczkowski (ur. 9 czerwca 1903 w Poznaniu, zm. ?) – polski bokser.
Walcząc na ringu, reprezentował barwy klubu "Zbyszko Poznań". Startując w wadze średniej, zdobył mistrzostwo Polski w 1924, zostając pierwszym mistrzem Polski tej kategorii.  